# Mut! Theater

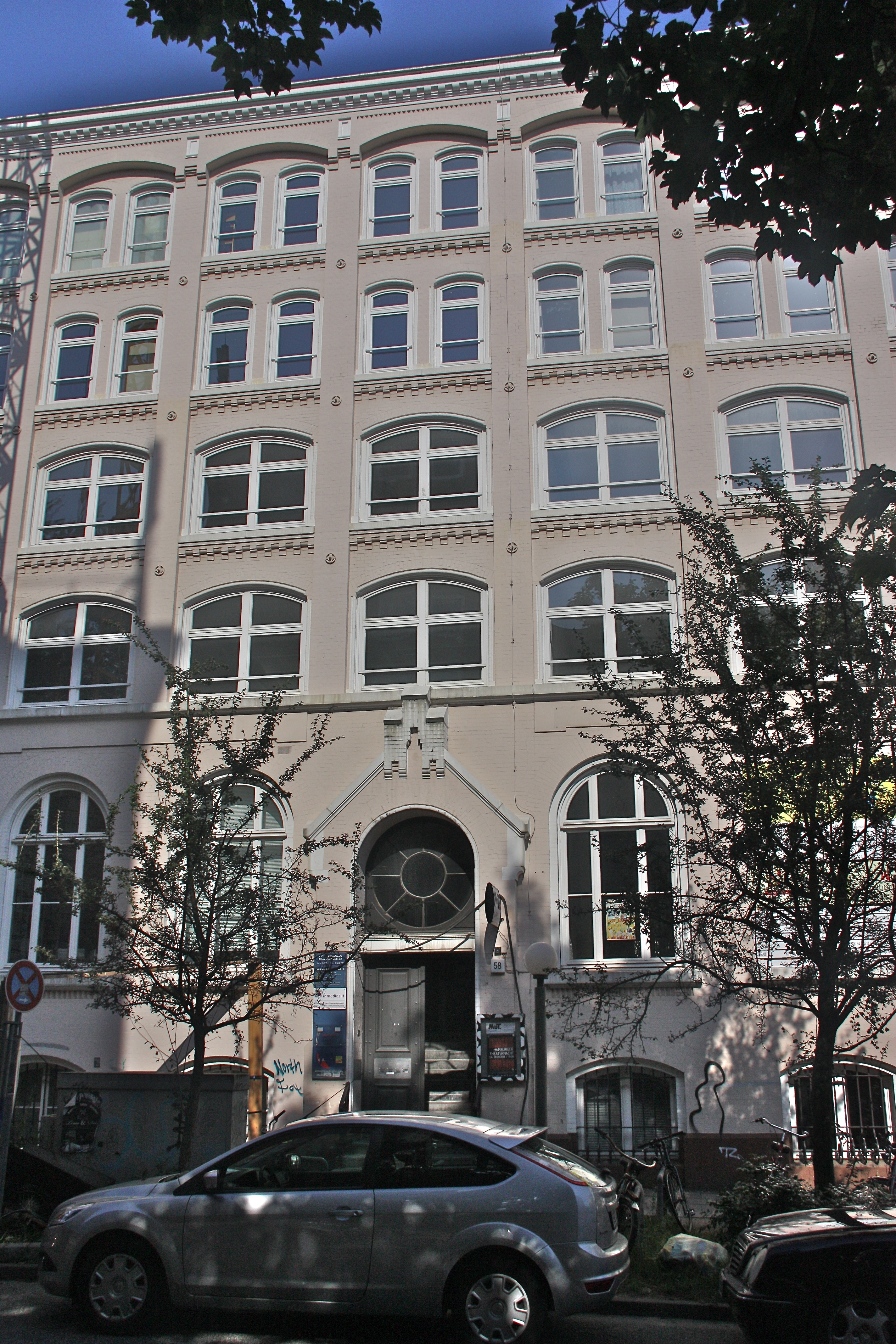
Eingang zum Mut! Theater in der Amandastraße 58 in Hamburg-Eimsbüttel

Das Mut! Theater ist ein interkulturelles Theater im Schanzenviertel in Hamburg. Es befindet sich im Mehrgenerationenhaus Nachbarschatz in Hamburg und gehört somit zum Stadtteil Eimsbüttel. Träger des Theaters ist der dafür gegründete Verein „Mut Theater / Interkulturell e.V.“. Das Theater bietet Sitzplätze für 90 Personen. Das Mut! Theater ist eine von sieben off-Bühnen Hamburgs.
Das Theater wurde vom Theaterregisseur Mahmut Canbay im Jahr 2005 mit dem Ziel ins Leben gerufen, Einwanderern, Migranten und Deutschen die Möglichkeit zu geben, gemeinsam Theaterprojekte zu verwirklichen. Theaterstücke werden seitdem in deutscher, aber auch auf vielen weiteren Sprachen präsentiert. Bevorzugt werden Stoffe, die sich aus den verschiedenen Lebensweisen und Lebensbedingungen der Gesellschaft ergeben und aktuelle in der Gesellschaft relevante und diskutierte Themen und Spannungspunkte behandeln.
Das Theater erhält von der Behörde für Kultur und Medien der Freien und Hansestadt Hamburg eine institutionelle Zuwendung. Des Weiteren wird das Theater vom Bezirksamt Eimsbüttel gefördert. Das Mut!-Programm zeigt schwerpunktmäßig Aufführungen und Darbietungen des Theaters und Tanztheaters, welche thematisch ein breites, Generationen übergreifendes Publikum sowie unterschiedliche sozio-kulturelle Minderheiten erreichen sollen. Darüber hinaus versteht sich das Mut! Theater als Offene Bühne, als Tournee-Organisator und Gastspielort für Gastgruppen und künstlerischen Genres ganz unterschiedlicher Ausrichtung. Jährlich zeigt das Mut! Theater ca. 100 Aufführungen. Das MuT! Theater stößt mit seiner programmatischen Diversität auf ein reges Interesse bei einem breiten Publikum. Je nach thematischem Angebot, dramaturgischer Inszenierung und angewandter Sprache setzt sich das Publikum unterschiedlich zusammen. Im Wechsel besuchen Erwachsene, Jugendliche oder Kinder die Aufführungen.
Das Theater bietet neben dem regulären Theaterbetrieb viele theaterpädagogische Projekte an und ist seit 2011 einer der freien Träger der Kinder- und Jugendhilfe der Freien und Hansestadt Hamburg.
Die Palette der Angebote des Theaters umfasst Eigenproduktionen, Gastspiele aus dem Raum Hamburg und Deutschland sowie internationaler Ensembles, Internationale Theateraustausche sowie theater-, tanz- und musikpädagogische Projekte.

## Theaterbrückenfestival
Seit 2018 findet im Mut! Theater das Theaterbrückenfestival mit Theateraufführungen mit Gastspielgruppen und Kooperationspartnern aus der ganzen Welt wie Griechenland, Türkei, Israel, Iran und Arabischen Länder statt. Daneben finden Theaterworkshops zur Erprobung und Einübung von theaterpädagogischen Methoden und Modulen der interkulturellen Bildung statt. Das Theaterbrückenfestival wird regelmäßig durch die Behörde für Kunst und Kultur Hamburg und den Bezirk Eimsbüttel gefördert.

## Rezeption
Für Fatih Akin ist das Theater eine „feine Bühne im Schanzenviertel“ und „ein kulturelles Kleinod im so rastlosen Getriebe der Großstadt. Auf den Brettern des ‚MUT!-Theaters‘ werden die alltäglichen komischen und dramatischen Ereignisse aus dem Zusammenleben von Menschen aus ganz unterschiedlichen Kulturen auf die Bühne gebracht: Hoffnung, Liebe, Freude, Enttäuschung, Verlust, Trauer. Große Gefühle in kleinem Format. Hautnah und intensiv.“